# Bombarda (buque)

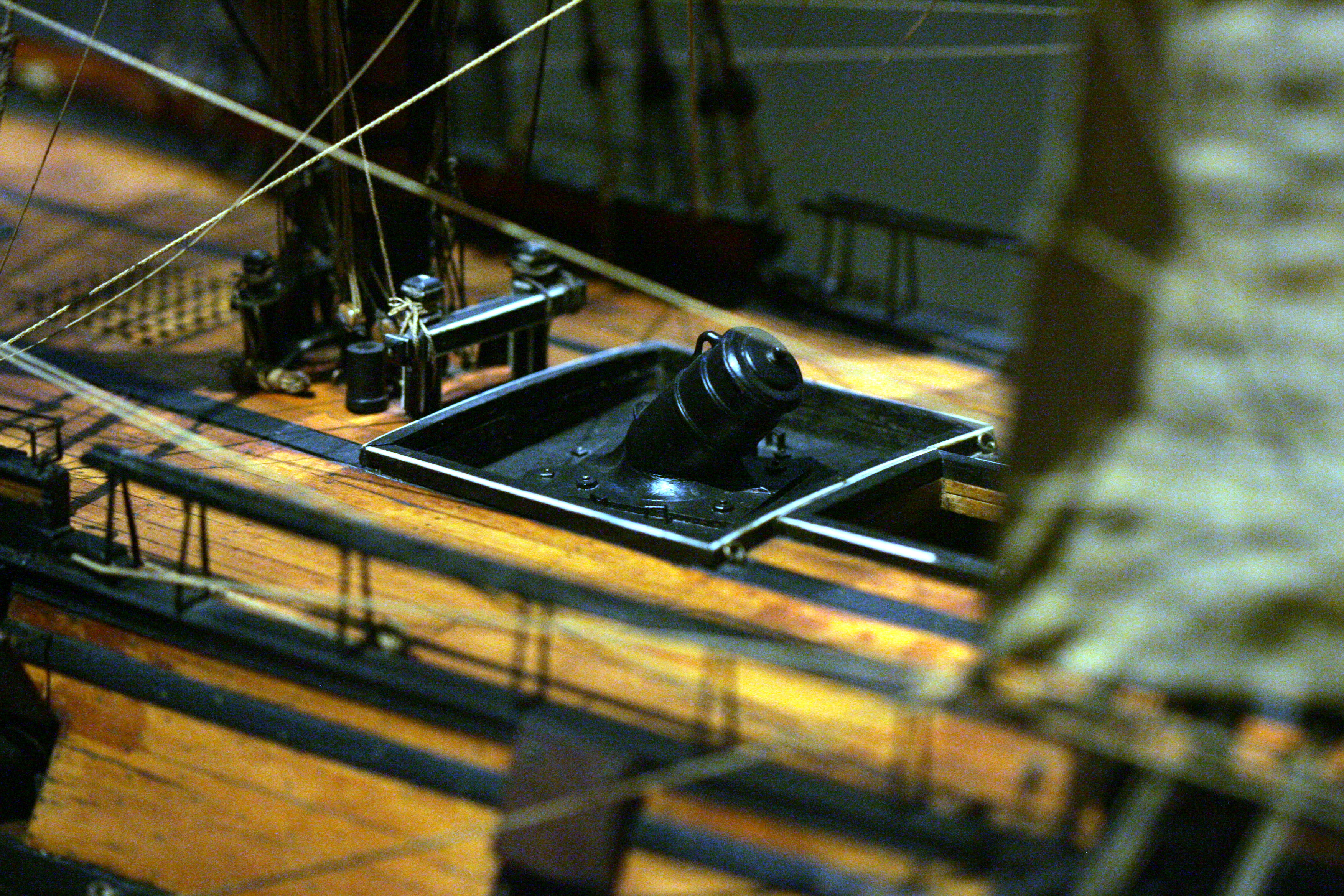
Maqueta representativa de la bombarda "Foudroyante"; originalmente construida en Honfleur, Francia, en 1794.

Bombardas son llamadas las embarcaciones cuyas cubiertas están fuertemente apuntaladas para que puedan resistir el empuje de la pólvora al disparar los morteros. 
Proyectadas por Bernard Renau d'Eliçagaray, ingeniero de Luis XIV, primera vez fueron usadas cuando se bombardeó Argel en 1689 e incorporadas tres años después en la marina militar inglesa. Además de ocho cañones, llevan dos morteros que puedan arrojar las bombas dentro de las plazas y fortificaciones y proteger el desembarco de tropas.